# The Mountain Will Fall
The Mountain Will Fall è il quinto album in studio del produttore discografico statunitense DJ Shadow, pubblicato nel 2016.

## Tracce
1. The Mountain Will Fall – 4:38
2. Nobody Speak (feat. Run the Jewels) – 3:15
3. Three Ralphs – 3:36
4. Bergschrund (feat. Nils Frahm) – 4:10
5. The Sideshow (feat. Ernie Fresh) – 3:28
6. Depth Charge – 4:53
7. Mambo – 3:03
8. Ashes to Oceans (feat. Matthew Halsall) – 6:16
9. Pitter Patter (feat. G Jones and Bleep Bloop) – 3:24
10. California – 4:29
11. Ghost Town – 3:51
12. Suicide Pact – 4:36